# Bestial Devastation/Século XX
Bestial Devastation/Século XX er et delealbum af de to brasilianske thrash metal-bands Sepultura og Overdose, som blev udgivet i 1985 gennem Cogumelo Records. Albummet blev indspillet og mikset på 2 dage i J.G. Estudios, Belo Horizonte, Brasilien. Samme år udgav Sepultura deres del af sporene på epen Bestial Devastation.

## Spor

### Sepultura
1. "The Curse" – 00:39
2. "Bestial Devastation" – 03:06
3. "Antichrist" – 03:46
4. "Necromancer" – 03:52
5. "Warriors of Death" – 04:07

### Overdose
1. "Anjos do Apocalipse"	- 10:02
2. "Filhos do Mundo" – 06:04
3. "Século XX" – 05:03

## Fodnoter
1. ↑  Rivadavia, Ed. "( Morbid Visions/Bestial Devastation > Overview )". allmusic.com. Hentet 2008-12-15. {{cite web}}: Ekstern henvisning i |publisher= (hjælp)
2. ↑  Bestial Devastation / Século XX på Encyclopaedia Metallum